# کریس تراویس
کریستوفر رجینالد تراویس (به انگلیسی: Christopher Reginald Travis؛ زادهٔ ۲ دسامبر ۱۹۹۳) رپر و تهیه‌کنندهٔ موسیقی اهل اورنج مووند، ممفیس، تنسی می‌باشد.